# Dois
O dois (do latim duos) ou 2 é um número, numeral e algarismo. É o número natural que segue o um e precede o três. É o menor e único número primo que é par. Por formar a base da dualidade, tem um significado religioso e espiritual em diversas culturas.

## Etimologia
Do galego-português medieval dous e este do latim duos (duōs), masculino acusativo de duo (“dois”), do proto-itálico *duō, que vem da raiz do Proto-Indo-Europeu *dwóh₁ (dois) o modo como os humanos de 5 mil anos atrás se referiam a ideia um galho que bifurca, gerando um grande número de outras palavras, como por exemplo, dúvida e suas correlatas, como duvidar, dúbio, dubitativo (do Latim dubitare, “não ter certeza, hesitar”, de dubius, “aquele que hesita entre duas possibilidades” de duos), dublado (do Latim duplus, “duas vezes, o dobro”), dobra (derivado de duplus) etc.

## Na matemática
Um número inteiro é chamado par se for divisível por 2. Para inteiros escritos em um sistema numeral baseado em um número par, como decimal, hexadecimal, ou em qualquer outra base que seja par, a divisibilidade por 2 é facilmente testada simplesmente olhando para o último dígito. Se for par, então o número todo é par. Em particular, quando escrito no sistema decimal, todos os múltiplos de 2 terminarão em 0, 2, 4, 6 ou 8.
É o primeiro número primo de Sophie Germain. O número 2 é o único número (além do 0) em que n+n = 2n = n² , é o único número primo par além de ser um número da sequência de Fibonacci. O número 2 é o único número primo par, pois todos os outros números pares, por definição, são divisíveis por 2, além de serem divisíveis por 1 e por si próprios.
2 é um número oblongo.

## Química
O dois é o número atômico do hélio, um gás nobre.

## Cultura
A dualidade de todas as coisas é uma noção importante na maioria das culturas e religiões. A mais comum dicotomia filosófica talvez seja aquela que opõe o bem e o mal, mas há muitas outras. Na dialética hegelliana, o processo de antítese cria duas perspectivas a partir de uma.
Dois (二, èr) um bom número na cultura da China. Há um provérbio chinês que diz que "boas coisas vêm em pares". É comum usar símbolos duplos em marcas de produtos. O povo cantonês gosta do número dois porque a palavra cantonesa correspondente soa parecida à palavra relacionada à "facilidade" (易) naquela língua.
Na Finlândia, duas velas  são acesas no Dia da Independência. Colocá-las no peitoril da janela evoa o significado simbólico da divisão, que consequentemente significa independência.
Na filosofia de Pitágoras, a díade é a segunda coisa criada.
Pessoas que falam inglês, especialmente usuários de computadores e da internet, usam o número 2 ("two") para substituir a palavra "to" (que significa "para"), devido à proximidade dos sons.
Palavras que podem ser usadas como sinônimos ou para se referir ao número dois incluem par, casal, dueto, gêmeos.